# 700-talet f.Kr. (decennium)

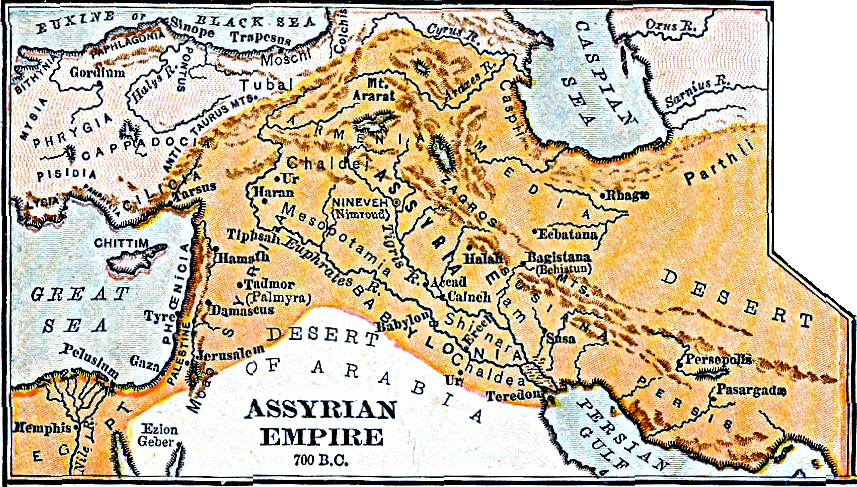
Assyriska riket 700 f.Kr.

## Händelser
- 706 f.Kr. – Spartanska immigranter grundar kolonin Tarentum (nuvarande Taranto) i södra Italien.
- 705 f.Kr. – Sanherib efterträder sin bror Shalmaneser V som kung av Assyrien.
- 704 f.Kr. – Sanherib flyttar den assyriska huvudstaden till Nineveh.
- 701 f.Kr. – Kung Hiskia av Juda gör, med stöd av Egypten, uppror mot kung Sanherib av Assyrien. Sanherib plundrar många palestinska städer, men misslyckas i sina försök att inta Jerusalem.
- 700 f.Kr.
  - Skyterna börjar slå sig ner i Kimmeriernas områden och långsamt ersätta de tidigare invånarna (omkring detta år).
  - Villanovakulturen i norra Italien tar slut och den etruskiska civilisationen inleder sin uppgång (omkring detta år).
  - Upanishaderna, en av hinduismens heliga texter, skrivs (omkring detta år).
  - Det indiska kastsystemet uppkommer (omkring detta år).

## Födda
- Deïokes, kung av Medien.

## Avlidna
- 705 f.Kr. – Sargon II, kung av Assyrien.
- 702 f.Kr. – Marduk-apla-iddina II, kung av Babylon.